# Mike Melillo
Mike Melillo, pseudonimo di Michael Cosimo Melillo (Newark, 9 giugno 1939), è un pianista e compositore statunitense particolarmente conosciuto nel mondo del jazz per le sue collaborazioni tra gli altri con Sonny Rollins, Harry Leahey, Phil Woods.

## Biografia
Michael Cosimo Melillo nasce a Newark, nel New Jersey, nel 1939, dove studia alla Rutgers University conseguendo la laurea nel 1962.
Nel 1963 entra come pianista e compositore nel quintetti di Phil Woods con cui compie tournée in tutto il mondo incidendo 9 album tra cui due album premiati al Grammy Award ed intitolati Live from the Showboat e The Phil Woods Quartet vol.2. Nel 1965 Sonny Rollins lo vuole nel suo quartetto.
Nel 1983 si trasferisce a Macerata e nel 1984 pubblica il suo primo album a proprio nome intitolato Sèpia (Red Records) dalle forti influenze post-bop. Nel 1985 Live and Well (Red Records). Nello stesso periodo inizia una collaborazione con Chet Baker componendo musiche per orchestra sinfonica e jazz ensemble da cui verrà poi pubblicato l'album Symphonically (Soul Note, 1986).
Nella seconda metà degli anni '80 fonda il Mike Melillo Trio di cui fanno parte i jazzisti romani Giampaolo Ascolese e Massimo Moriconi realizzando il primo album nel 1988 con il titolo di Recycle (Philology Jazz Records).
In ambito universitario diviene membro delle facoltà New York State College of Music, Jersey City State College, Tombrock Collegee Lehigh University. Nel 1979 Melillo è stato insignito del National Endowment for the Arts per la composizione.

## Discografia

### Solista
- 1984 - Sèpia
- 1985 - 'Live And Well
- 1986 - Symphonically - Con Chet Baker
- 1987 - Duets For Yardbird - Con Massimo Urbani
- 1990 - One Night For 3 Pianos - Con Georges Arvanitas e Marco Di Marco
- 1991 - Goodbye, Chet - Con Tiziana Ghiglioni e Chet Baker
- 1998 - Atmospheres - Come "Fabio Jegher Featuring Italian Vocal Ensemble & Mike Melillo"
- 1999 - Almost Blue "Chet Lives" - Con Ares Tavolazzi
- 2000 - La Musica Di B. Martino E M. Dennis - Con Max De Aloe e Massimo Moriconi
- 2001 - Timeless Monk - Con Franco D'Andrea
- 2004 - Rome After Midnight - Con Fabrizio Bosso
- 2013 - Remembrance
- 2019 - Phil Woods - Come "Phil Woods Feat. Tom Harrell, Hal Galper, Mike Melillo, Steve Gilmore, Bill Goodwin"

### Come Mike Melillo Trio
- 1988 - Recycle
- 1987 - Moonlight on the Gange
- 1994 - Alternate Changes for Bud
- 1999 - Bopcentric - The Music of Thelonius Monk and Herbie Nichols
- 2002 - Live at the Deer Head Inn
- 2008 - Detour Ahead
- 2018 - Three for Tea - Live in Latina